# Національний палац (Домініканська Республіка)
18°28′27″ пн. ш. 69°53′52″ зх. д. / 18.47416667° пн. ш. 69.89777778° зх. д.
Національний палац (ісп. Palacio Nacional) — це будівля в Санто-Домінго, в якій розташовані офіси Виконавчої влади (президента та віце-президента) Домініканської Республіки.

## Історія
Розроблений у стриманому неокласичному стилі італійським архітектором Гвідо Д'Алессандро на замовлення Рафаеля Трухільйо. Будівництво розпочалося 27 лютого 1944 року — до сторіччя домініканської незалежності — і було відкрито 16 серпня 1947 року. Займає територію площею 18 000 квадратних метрів і розкішно обладнаний, Національний палац вважається однією з найкрасивіших будівель, побудованих в Домініканській Республіці.
Будівля стоїть на території колишнього президентського особняка (Mansión Presidencial), побудованого під час окупації США Домініканської Республіки (1916—1924)

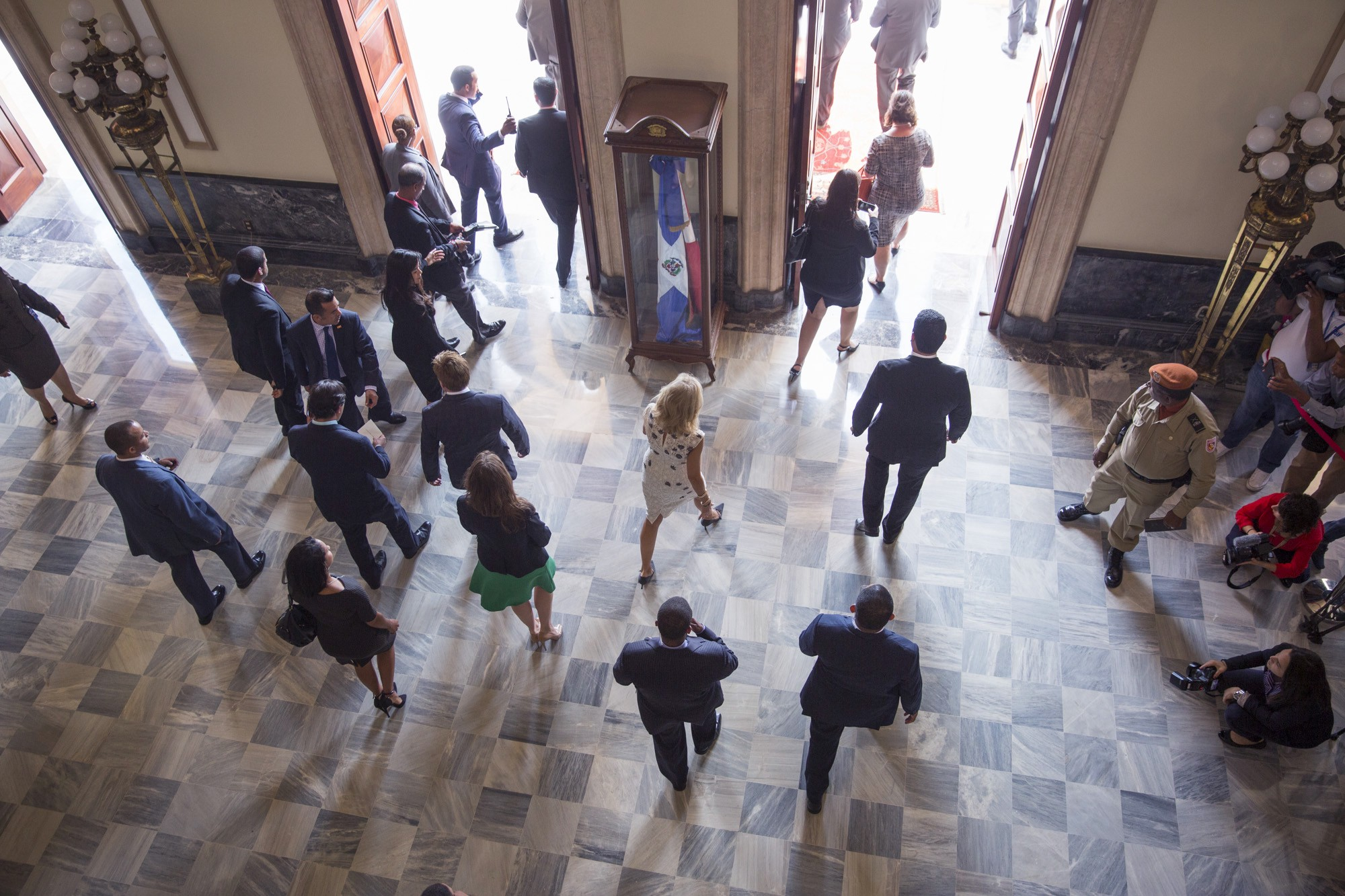
Інтер'єр національного палацу Домініканської Республіки.

## Дизайн
Хоча офіс президента розташований у палаці, Palacio Nacional не є його резиденцією, оскільки президент там не проживає; у Санто-Домінго немає визначеної резиденції. Будівля складається з трьох поверхів.
Головний поверх включає церемоніальний вестібюль, кабінет президента та віце-президента та зал засідань Кабінету міністрів. На третьому поверсі розміщені основні приймальні: Зал послів, Зал Каріатид, Зелена кімната, кімната з червоного дерева та приватні кімнати президента.
Купол має висоту 34 метри і діаметр 18 метрів. Усередині купол підтримує 18 колон. Більшість мармуру, що використаний по всій будівлі, є домініканським, його добували з кар'єрів у Самані та Кабальєро. Комплекс Palacio Nacional також включає «президентську» каплицю Сан-Рафаель Аркангель, виконану в тому ж архітектурному стилі, що і палац.

## У популярній культурі
Палац і Зал Каріатид був використаний для новорічної сцени у «Хрещеному батьку», частина II.